# Lijst van Poolse films
Dit is een lijst van Poolse films, in alfabetische volgorde.

## 0-9
- 1920 Bitwa Warszawska (2011, PL)

## A
- Abel, twój brat (1970, PL)
- Angelus (2001, PL)
- As (1965, PL, Poolse titel: Popioły)
- As en diamant (1958, PL, Poolse titel: Popiól i diament)
- Avalon (2001, JP, PL)

## B
- Beyond Forgiveness (1995, PL, USA, alternatieve titel: Blood of the Innocent)
- Bez wstydu (2012, PL)

## C
- The Cathedral (2002, PL, computeranimatie, korte film, Poolse titel: Katedra)

## D
- Dublerzy (2006, PL)
- La double vie de Véronique (1991, FR, PL)
- Dług (1999, PL, internationale titel: The Debt)

## E
- Edges of the Lord (2001, PL, USA, Poolse titel: Boże skrawki)
- Egzorcyzmy Anneliese Michel (2007, PL)
- Essential Killing (2010, HU, IE, NO, PL)

## F
- The Foreigner (2003, PL, USA)

## H
- Hans Kloss. Stawka większa niż śmierć (2012, PL)
- Hydrozagadka (1971, PL)
- Heroism (1958, PL, Poolse titel: Eroica)

## I
- Idealny facet dla mojej dziewczyny (2009, PL)
- Inferno (2001, PL)

## J
- Jam Session (2005, DE, PL, animatie)

## K
- Katyń (2007, PL)
- Konijn op z'n Berlijns (2009, DE, PL, Poolse titel: Królik po berlińsku)

## L
- Listy do M. (2011, PL)

## M
- De man van ijzer (1981, PL, Poolse titel: Człowiek z żelaza)
- De man van marmer (1977, PL, Poolse titel: Człowiek z marmuru)
- Manuscript gevonden te Zaragoza (1965, PL, Poolse titel: Rekopis znaleziony w Saragossie)
- Matka Joanna od aniołów (1961, PL)
- Het mes in het water (1962, PL, Poolse titel: Nóż w wodzie)
- The Mill and the Cross (2011, PL, SE)

## N
- Niewidzialne (2017, PL)

## O
- Ogniem i mieczem (1999, PL, internationale titel: With Fire and Sword)
- Out of Reach (2004, PL, USA)

## P
- Persona non grata (2005, IT, PL, RU)
- The Pianist (2002, PL)

## S
- Der Schweigende Stern (1960, DE, PL, internationale titel: First Spaceship on Venus)
- Seksmisja (1984, PL, internationale titel: Sexmission)
- Stara baśń: Kiedy słońce było bogiem (2003, PL, internationale titel: An Ancient Tale: When the Sun Was a God)
- Suicide Room (Sala samobójców) (2011, PL)

## T
- Tricks (2007, PL, Poolse titel: Sztuczki)
- Trois couleurs: Bleu (1993, FR, PL)
- Trois couleurs: Blanc (1994, FR, PL)
- Trois couleurs: Rouge (1994, FR, PL)

## U
- Układ zamknięty (2013, PL)

## W
- Wszystko, co kocham (2009, PL)

## Y
- A Year of the Quiet Sun (1984, DE, PL, USA, Poolse titel: Rok spokojnego slonca)

## Z
- Żelazny most (2019, PL)
- Znachor (1985, PL)